# Serratifusus lineatus
Serratifusus lineatus is een slakkensoort uit de familie van de Buccinidae. De wetenschappelijke naam van de soort is voor het eerst geldig gepubliceerd in 1991 door Harasewych.